# Eugene Freuder
Eugene Charles Freuder (* 1945) ist ein irischer Informatiker auf dem Gebiet der Künstlichen Intelligenz und speziell mit Constraintprogrammierung.
Freuder entwickelte schon in den 1950er Jahren als Schüler für eine Science Fair ein Programm zur Lösung von (reversem) Tic-Tac-Toe. Er studierte an der Harvard University mit dem Bachelor-Abschluss magna cum laude und wurde 1975 am Massachusetts Institute of Technology (MIT) bei Marvin Minsky promoviert (Dissertation: A Computer System for Visual Recognition Using Active Knowledge).  Er lehrte lange Zeit an der University of New Hampshire, an der er das Constraint Computation Center aufbaute und 1999 den Preis der Universität für Forschungsexzellenz erhielt. 2001 war er einer der ersten Fellow der Science Foundation Ireland und wurde Professor am University College Cork. Dort gründete er das Cork Constraint Computation Centre (4 C).  Nach seiner Emeritierung forschte er für das irische Institutionen-übergreifende Insight Centre for Data Analytics zur Analyse von Big Data.
Freuder sieht seine Forschung als Beitrag zur Entscheidungsfindung mit Hilfe Künstlicher Intelligenz und speziell des Programmierens mit vorgegebenen Einschränkungen (Constraints). Dies ist eine Hauptrichtung der Künstlichen Intelligenz und ist zum Beispiel aus dem Sudoku-Puzzle bekannt, hat aber auch Anwendungen bei Entscheidungen zur Optimierung unter bestimmten Kriterien in der Wirtschaft oder dem Handeln unter Unsicherheiten.
2020 erhielt er den IJCAI Award for Research Excellence. Außerdem erhielt er den Research Excellence Award der Association for Constraint Programming. Er ist Mitglied der Royal Irish Academy, Fellow der American Association for the Advancement of Science, der American Association for Artificial Intelligence (AAAI) und der European Association for Artificial Intelligence (EurAI).
Er war Chefherausgeber der Zeitschrift Constraints. Er war im Rat der Association for the Advancement of Artificial Intelligence.

## Schriften (Auswahl)
- Synthesizing constraint expressions, Communications of the ACM, Band 21, 1978, S. 958–966
- A sufficient condition for backtrack-free search, Journal of the ACM (JACM), Band 29, 1982, S. 24–32
- A sufficient condition for backtrack-bounded search, Journal of the ACM (JACM), Band 32, 1985, S. 755–761
- mit M. J. Quinn: Taking advantage of stable sets of variables in constraint satisfaction problems, in: Proceedings of the Ninth International Joint Conference on Artificial Intelligence, Los Angeles, 1985, S. 1076–1078,
- mit A. K. Mackworth: The complexity of some polynomial network consistency algorithms for constraint satisfaction problems, Artificial Intelligence, Band 25, 1985, S.  65–74
- mit R. J. Wallace: Partial constraint satisfaction, Artificial Intelligence, Band 58, 1992, S. 21–70
- mit D. Sabin: Contradicting conventional wisdom in constraint satisfaction, in: International Workshop on Principles and Practice of Constraint Programming, Springer, 1994, S. 10–20
- mit Alan K. Mackworth (Hrsg.): Constraint-based reasoning, MIT Press/Elsevier 1994 (Special Issue von Artificial Intelligence als Buch)
- In pursuit of the holy grail, Constraints, Band 2, 1997, S. 57–61
- mit A. K. Mackworth: Constraint satisfaction: An emerging paradigm, in: Francesca Rossi, Peter van Beek, Toby Walsh (Hrsg.), Handbook of Constraint Programming, Foundations of Artificial Intelligence, Band 2, Elsevier 2006, S. 13–27